# Dietershantunnel
Der Dietershantunnel im Fulda-Haune-Tafelland ist ein Eisenbahntunnel der Schnellfahrstrecke Hannover–Würzburg im Landkreis Fulda. Mit einer Länge von 7.375 m zählt er zu den längsten Eisenbahntunneln in Deutschland.

## Verlauf
Die Trasse des nordöstlich von Fulda liegenden Dietershantunnels beschreibt in südlicher Richtung eine sanfte Rechtskurve. In ihrem Verlauf unterquert die unter anderem durch die Ostflanke des bei Dietershan liegenden Mühlbergs (435 m) führende Röhre zweimal die Bundesautobahn 7 und am Nordportal des Tunnels die Landesstraße 3378 (Michelsrombach–Lehnerz).
Das Bauwerk liegt zwischen den Streckenkilometern 223,675 und 231,050. Die Gradiente fällt nach Süden hin durchgehend ab. Im Tunnel erreicht die Strecke das Gebiet der Stadt Fulda. Die Überdeckung, die Mächtigkeit des über einem Tunnel auflastenden Gesteins, liegt zwischen 15 und 85 m.
Der Tunnel durchführt mit Tonzwischenlagen durchsetzten Buntsandstein.
Im Tunnel (km 227,979 bis 228,225) die Überleitstelle Dietershan mit vier Weichen eingerichtet, die im Zweiggleis mit 100 km/h befahren werden können.
Der Südabschnitt des Tunnels liegt in einem Bogen von 2.500 m Radius. Südlich schließt sich, nach einem rund 280 m langen Erdbauabschnitt, eine 620 m lange Unterführung an, in dem die Neubaustrecke zwischen die beiden Gleise der Bestandsstrecke Bahnstrecke Fulda–Bebra eingefädelt wird.
Laut dem Verzeichnis örtlich zulässiger Geschwindigkeiten (VzG) sind inzwischen (Stand: 2021) Richtung Würzburg ab km 229,8 220 km/h zulässig, ebenso Richtung Hannover bis km 227,9. Im übrigen Tunnel sind es 280 km/h. Aufgrund von Restriktionen durch das Tunnelbegegnungsverbot sind tatsächlich höchstens 250 km/h zugelassen.

## Geschichte

### Planung
Im Zuge der im Rahmen des Raumordnungsverfahrens in den Jahren 1974 und 1975 erwogenen Varianten I und II war der heutige Dietershantunnel nicht vorgesehen. Die Strecke sollte auf dieser Höhe weiter westlich und ohne Tunnel verlaufen und die Fulda nordwestlich von Lüdermünd queren.
Der Tunnel war Bestandteil der Variante III der vier Varianten der großräumigen Linienführung der Neubaustrecke im Raum Fulda. In dieser 1976 vorgelegten Variante war der Tunnel mit einer Länge von 6.970 m geplant gewesen. Im Juni 1977 lag die geplante Länge bei 6,5 km.
Im Jahr 1980 begannen vorbereitende Erkundungen, um die zu erwartenden Gebirgsverhältnisse zu bestimmen. Dabei wurde 1982 auch ein rund 320 m langer Erkundungsstollen im Rahmen eines Probevortriebs angelegt. Auf 220 m Länge wurde dabei ein Querschnitt von 18 m² ausgebrochen, der auf zwei je 50 m langen Abschnitten auf 65 m² aufgeweitet wurde. Auf einer Länge von 35 m wurde in einer der Aufweitungen zusätzlich die Strosse geöffnet.
Ende 1983 war dabei eine Tunnellänge von 7.340 m geplant gewesen, 1984 7.345 m bzw. 7330 m.
Das Bauwerk wurde 1984 mit Kosten von 190,0 Millionen DM kalkuliert. Die Bauzeit sollte bis April 1987 laufen.
Das Bauwerk markierte dabei den südlichen Teil des Planungsabschnitts 16 des Mittelabschnitt der Neubaustrecke.

### Bau
Die Bauarbeiten begannen im Mai 1983.
Der Tunnel wurde von beiden Seiten aufgefahren. Nachdem das Nordportal am 24. November 1982 angeschlagen worden war, folgte das Südportal am 26. Juli 1983 statt. Entsprechend ihrer Tunnelpatinnen wurde der Nordabschnitt während der Bauphase als Liselotte-Tunnel bezeichnet, der Südabschnitt Gerda-Tunnel.
Die Abschlagslängen lagen beim Kalottenvortrieb zwischen einem und zwei Metern, beim Strossenvortrieb zwischen einen und vier.
Die Bauarbeiten endeten im Mai 1987.
Beauftragt war eine Arbeitsgemeinschaft von Holzmann und Ed. Ast. (Graz).

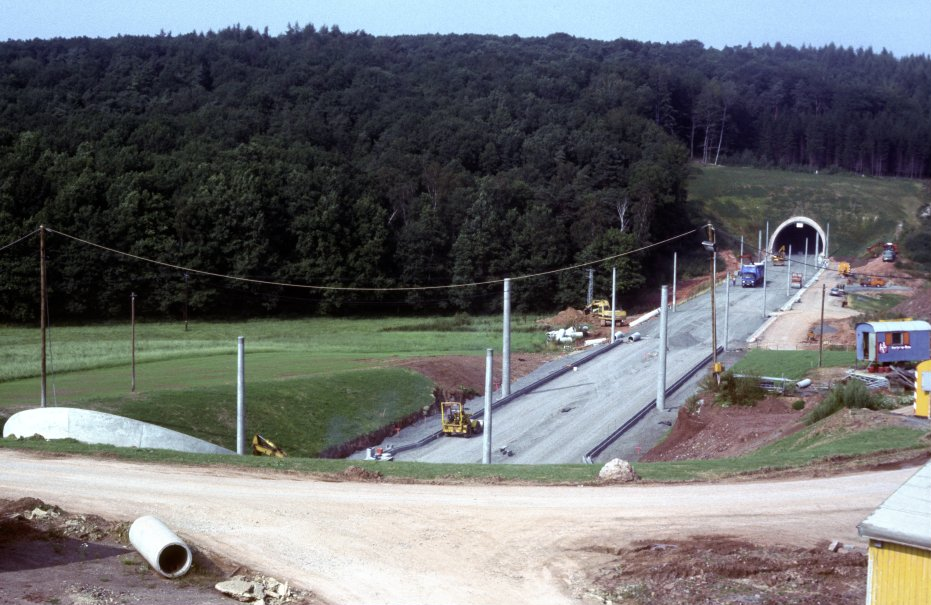
Das Südportal im September 1987

### Betrieb
Im Dietershantunnel fand am 12. Juni 1989 die erste größere Rettungsübung der Neubaustrecke statt. Dabei kam ein Zug 500 Meter vom Tunnelportal zum Stehen. Von 50 "Reisenden" wurden 20 als zur Selbstrettung fähig angenommen. Zum Einsatz kam auch ein Tunnelrettungszug.
Ende 2011 wurden an beiden Tunnelportalen Wildfangzäune aufgebaut.